# 自相似

科赫曲线是自相似的。

數學分支分形幾何中，如果一個物體自我相似（Self-similarity），表示它和它本身的一部分完全或是幾乎相似。若說一個曲線自我相似，即每部分的曲線有一小塊和它相似。自然界中有很多東西有自我相似性質，例如海岸線。
自我相似是分形的重要特質。

## 自仿射

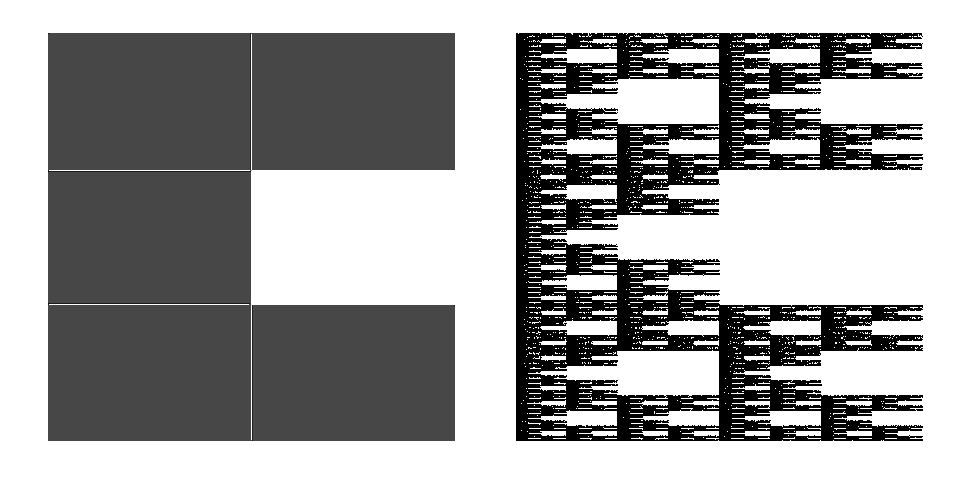
豪斯多夫維約為1.8272的自仿射碎形

自仿射（self-affine）碎形與其片段相比，不同方向（如x方向和y方向）上可以有不同的尺度變化。這表示，若要知覺此類碎形的自相似，就必須使用各向异性仿射变换來重新調整其大小。